# Gustav Lyon
Gustav Lyon war ein Verlag für Modezeitschriften in Berlin.

## Geschichte
Die Firma Gustav Lyon wurde 1842 gegründet. Ab 1865 war sie ein Zeitschriftenverlag in Berlin, als Firma für Verlags- und Druckereiwesen 1900 im Handelsregister eingetragen. Der Verlag gab Modezeitschriften, Modell- und Schnittmusterreihen heraus, insgesamt mehr als 20 Titel von Wiener Chic, Moderne Toiletten über Mode der eleganten Frau und Le Gout Parisien bis Lyon’s Moderne Handarbeiten. 1914 nannte er sich Kunstanstalt für Mode-Reklame, Modejournalismus, Modebilder, Schnittmuster. Als Inhaber waren Louis Joseph und Hermann Joseph angegeben. Die bekannteste Zeitschrift wurde die Modenschau mit dem Untertitel Illustrierte Monats-Zeitschrift für Heim und Gesellschaft. Sie gehörte zu den günstigen Zeitschriften mit überwiegend gezeichneten Titelseiten. Der Verlag hatte Zweighäuser in Amsterdam, Barcelona, Kairo, Kopenhagen, London, Mailand, New York, Paris, Prag, São Paulo, Stockholm, Warschau, Wien und Zürich.
Im Adressbuch des Deutschen Buchhandels von 1933 war Louis Joseph (1880 in Wronki – 1942 in Amsterdam) als Inhaber des Verlags Gustav Lyon genannt. Er war ein jüdischer Buch- und Zeitschriftenverleger aus Wien. Leiter des Verlags war von 1926 bis 1943 Emil Ferdinand Malkowsky und dort Mitarbeiter und Herausgeber der Zeitschrift Modenschau sowie der Werbezeitung des Einzelhandels Mein Magazin.
Im Nationalsozialismus sollte der Verlag als „nichtarische“ Firma aufgelöst werden. Louis Joseph wurde 1937 ein Aufschub gewährt, da er auf einen beachtlichen Absatz von Modezeitschriften verweisen konnte. Allein durch den Verkauf im Ausland hatte er 1935 Devisen von einer Million Reichsmark an die Reichsbank abgeführt. Der Reichswirtschaftsminister Hjalmar Schacht argumentierte, jüdische Konkurrenten in Wien und Paris würden alleinige Nutznießer sein, falls das Unternehmen liquidiert werde. Der Verlag beschäftige in Deutschland zu dieser Zeit 650 Menschen. Darüber hinaus waren 75 Verkaufsstellen und die Kommissionsbuchhandlung Wilhelm Opitz von seiner Produktion abhängig.
Am 24. Januar 1939 erfolgte die Besitzübernahme Louis Joseph konnte mit seiner Familie nach Amsterdam flüchten, wo er am 8. Juni 1942 im Alter von 62 Jahren starb. Seine Frau und sein Sohn wurden nach der Besetzung der Niederlande aufgegriffen, deportiert und kamen im Juli 1943 im Vernichtungslager Sobibor um.
Um 1947 erhielt der Verlag Gustav Lyon eine neue Lizenz in Ost-Berlin und gab wieder Modepublikationen heraus, darunter die beliebte Zeitschrift Modenschau. 1963 wurde er geschlossen und dem Verlag für die Frau in Leipzig eingegliedert.